# Port Gliwice
Port Gliwice (inne nazwy: Port Gliwicki, port w Gliwicach) – port rzeczny znajdujący się w Gliwicach przy ulicy Portowej. Port położony jest w okolicach stanowiska szczytowego Kanału Gliwickiego i zaczyna prawie 41 kilometrową trasę, która łączy basen portowy z rzeką Odrą, jest również przykładem portu kanałowo-końcowego.
Port Gliwice jest początkowym portem  Odrzańskiej Drogi Wodnej.

## Historia
Port Gliwice powstał równolegle z budową nowego Kanału Gliwickiego, mającego zastąpić przestarzały Kanał Kłodnicki. Tereny, na których się znajduje, włączono do miasta w roku 1924, znacznie przed rozpoczęciem budowy nowego Kanału Gliwickiego (1935). Już w 1939 roku działał tu port przeładunkowy wraz ze stacją kolejową. Port zawierał dwa baseny główne: północny i południowy oraz mniejszy basen pomocniczy, o łącznej powierzchni ok. 180 tys. m². Łączna długość nabrzeży wyniosła ponad 2 tys. m.
W 1989 r. ustanowiono wolny obszar celny w Gliwicach o powierzchni 355,2 ha. W 1993 r. zmniejszono powierzchnię wolnego obszaru celnego do 47,6 ha. W 2004 r. zmniejszono obszar do 44,05 ha.